# Johannesplatz (Erfurt)

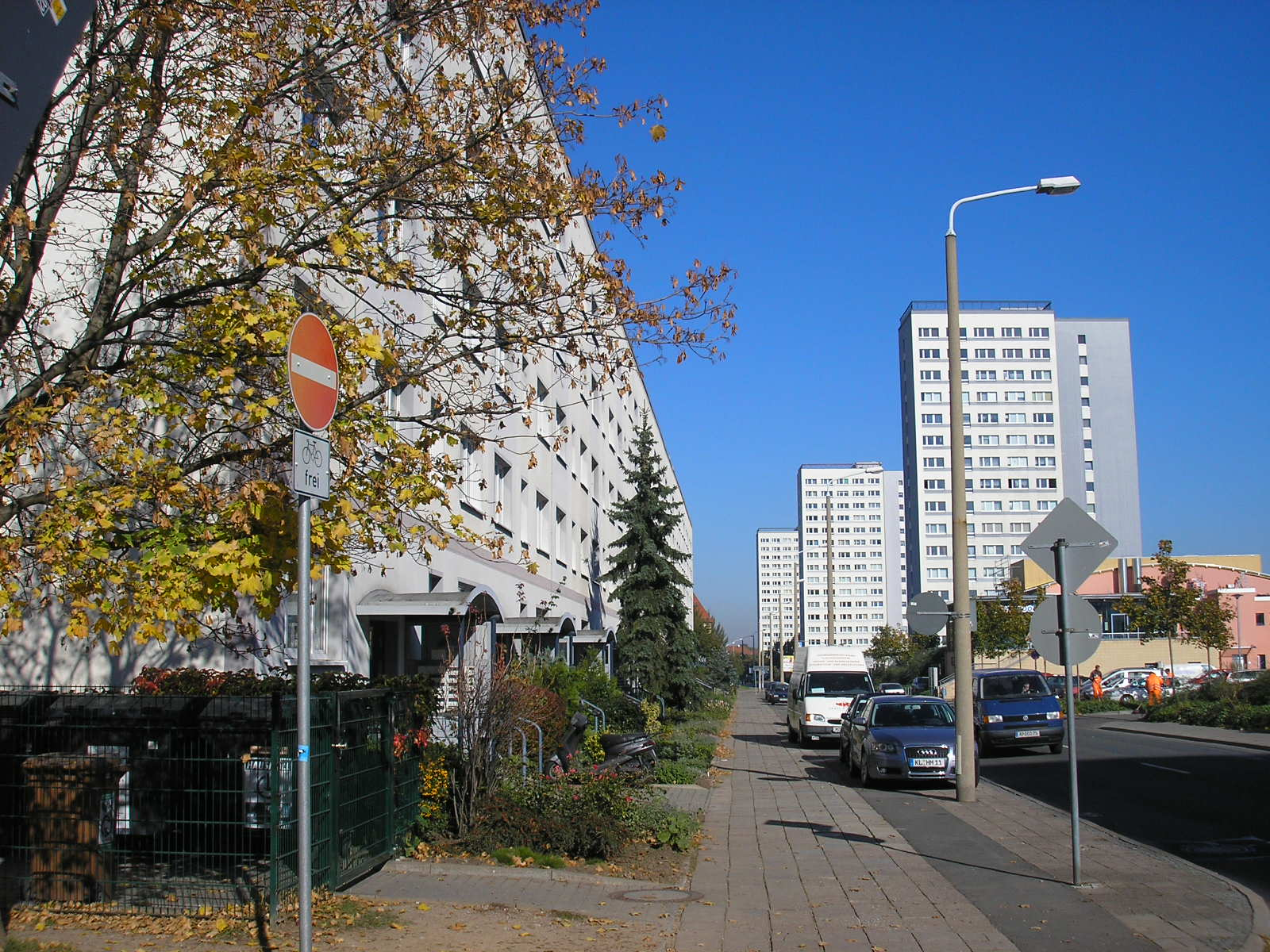
Blick durch die Friedrich-Engels-Straße

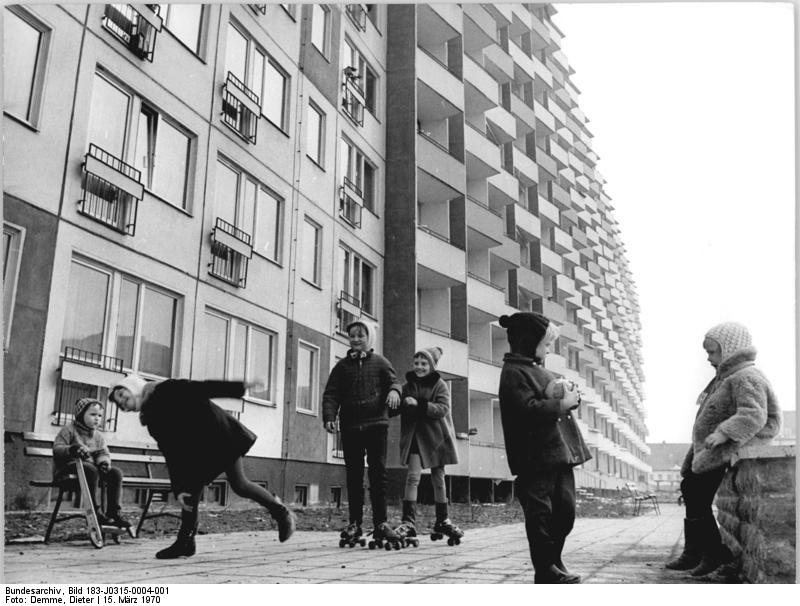
Plattenbauten am Johannesplatz 1970

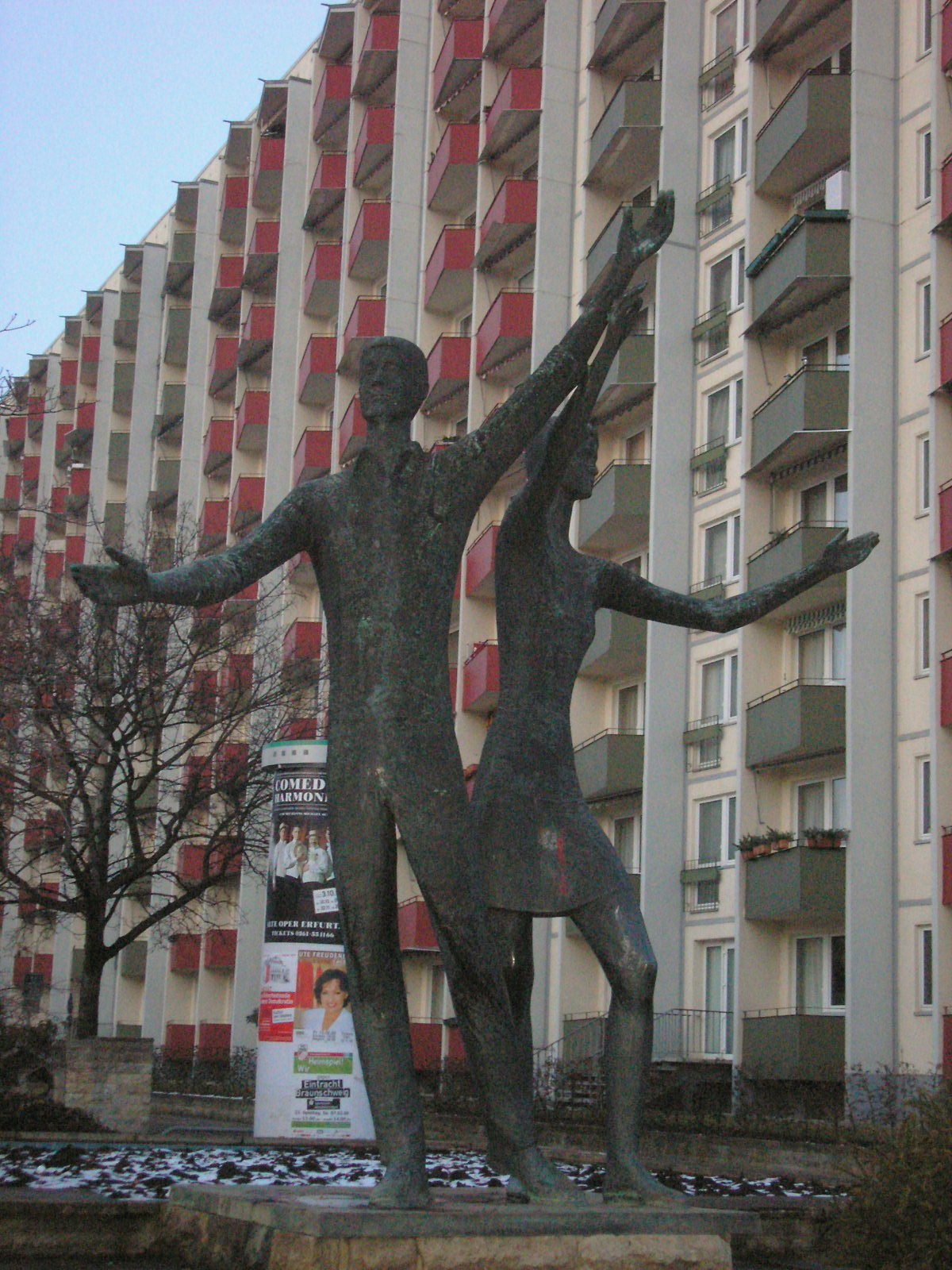
Sozialistische Kunst im Johannesplatz

Der Johannesplatz ist ein Stadtteil der thüringischen Landeshauptstadt Erfurt. Es handelt sich hierbei um ein Plattenbaugebiet mit etwa 5.200 Einwohnern auf einer Fläche von 0,43 km².

## Geografie und Verkehr
Er liegt zwischen der Johannesvorstadt im Süden und Ilversgehofen im Norden und war das erste in Plattenbauweise errichtete Wohngebiet Erfurts. Das Viertel entstand bereits zwischen 1966 und 1972. Der Johannesplatz existierte seit der napoleonischen Zeit und diente als Lager- und Exerzierplatz. Nach preußischen und französischen Truppen lebten dort im Ersten Weltkrieg Kriegsgefangene. Später wurden die Baracken zu Notstandswohnungen umfunktioniert und schließlich 1951 abgerissen. Der Name Johannesplatz leitet sich von der Lage in der Johannesflur ab, die ihren Namen von der innerstädtischen Johanneskirche und damit vom Heiligen Johannes erhalten hat.
Das Gelände ist eben und liegt in der Talaue der Gera in etwa 180 Metern Höhe. Im Johannesplatz entstanden etwa 3500 neue Wohnungen, um den Mangel an Wohnraum in den 1960er-Jahren in Erfurt zu lindern. Als städtebauliche Dominanten dienen fünf Punkthochhäuser, von denen sich zwei an der Eislebener Straße im Süden und drei an der Friedrich-Engels-Straße im Norden befinden. Dazwischen befinden sich drei in Nord-Süd-Richtung angelegte elfgeschossige Großblocks sowie 17 einzeln stehende fünfgeschossige Wohnblocks. Südlich der Wendenstraße entstand ein Stadtteilzentrum, eine Methode, die später auch bei den anderen Erfurter Plattenbaugebieten zur Anwendung kam. Es umfasst verschiedene Läden zur Grundversorgung der Anwohner in einer kleinen Fußgängerzone, ist allerdings mittlerweile recht verwaist. Daneben befinden sich die Schulen, Turnhallen und Sportplätze des Stadtteils. Weitere große Sportanlagen befinden sich darüber hinaus am Ostrand des Johannesplatzes, wo sich die Schwimmhalle Johannesplatz und das Heimstadion des Erfurter Frauenfußballvereins befinden. Die aufgelockerte Bauweise der Plattenbauten ermöglichte die Anlage zahlreicher Grünflächen zwischen den Blocks. Freiflächen wurden zudem durch Plastiken im sozialistischen Stil verziert, sodass der Stadtteil zur Zeit seiner Anlage modernen Gesichtspunkten entsprechend und durchdacht war, während bei späteren Plattenbausiedlungen die Finanzlage weniger aufwertende Gestaltung zuließ.
An den öffentlichen Verkehr ist der Stadtteil über die Linien 1 und 5 der Straßenbahn Erfurt auf der Magdeburger Allee angebunden, während die Stadtbuslinie 9 auf der Friedrich-Engels-Straße, der Hauptstraße des Stadtteils, verkehrt. Zudem befindet sich am Ostrand des Viertels die Bahnstrecke Nordhausen–Erfurt, deren Bahnhof Erfurt Nord etwas nördlich des Johannesplatzes in Ilversgehofen liegt.
Insgesamt gab es im Johannesplatz im Jahr 2009 202 Gebäude mit 3466 Wohnungen. Von ihnen standen nur 149 leer, womit die Leerstandsquote von 4,3 % zu den niedrigsten in Erfurt gehört. Der Johannesplatz ist das einzige Erfurter Plattenbaugebiet, in dem nach 1990 keine Wohnungen abgerissen wurden und auch kein Abriss geplant ist. Begünstigt wird dies durch mehrere Faktoren: zum einen liegt der Johannesplatz wesentlich zentraler als die anderen Plattenbaugebiete in einer von städtischen Vierteln umgebenen Gegend. Dadurch entsteht anders als in Erfurt-Nord und Erfurt-Südost nicht so stark der Eindruck einer peripheren Trabantenstadt auf der grünen Wiese. Zum anderen ist er das älteste und eines der kleinsten Erfurter Plattenbaugebiete, weshalb er nach der Wiedervereinigung als erster saniert wurde und vollständig modernisiert ist.

## Einwohnerentwicklung
Zu DDR-Zeiten lebten in den 3500 Wohnungen des Stadtteils etwa 7500 Einwohner, also 2,1 Personen pro Wohnung. Nach der Wiedervereinigung stieg der Lebensstandard und damit auch die beanspruchte Wohnfläche pro Person an, außerdem zogen erwachsen gewordene Kinder aus, sodass sich die Einwohnerzahl des Johannesplatzes verringerte. Die zunehmende Alterung führt zudem zum Ansteigen von alleinlebenden bzw. verwitweten Personen, sodass heute in etwa 3300 bewohnten Wohnungen nur noch etwa 5200 Menschen, also 1,6 Personen pro Wohnung, leben. Von dieser Alterung ist der Johannesplatz der am stärksten betroffene Stadtteil in Erfurt, sodass mittlerweile die 70-bis-75-Jährigen die größte Bevölkerungsgruppe stellen und das Durchschnittsalter 50,4 Jahre beträgt. Mittlere Altersjahrgänge zwischen 30 und 65 Jahren sind extrem unterrepräsentiert, während in den letzten Jahren der Zuzug junger Erwachsener begann. So kann der negative Geburtensaldo, bei dem jährlich etwa 30 Geburten etwa 60 Sterbefällen gegenüberstehen, durch Wanderungsgewinne ausgeglichen werden, sodass die Einwohnerzahl stabil bleibt. Im Johannesplatz leben 101 Ausländer, was einem Anteil von nur 1,9 % gegenüber dem Erfurter Durchschnitt von 3,3 % entspricht.
Einerseits stellt die Überalterung ein Problem dar, besonders wenn in den nächsten Jahren zahlreiche Wohnungen neu bezogen werden müssten, auf der anderen Seite verhindert die Bevölkerungsstruktur aber auch das Abrutschen des Stadtteils zu einem sozialen Brennpunkt, wie es in anderen großstädtischen Plattenbaugebieten teilweise zu beobachten ist.
Daten der Stadtverwaltung Erfurt, jeweils zum 31. Dezember.
| Jahr | Einwohnerzahl | Entwicklung (1990 = 100 %) | Entwicklung Erfurt (1990 = 100 %) |
| ---- | ------------- | -------------------------- | --------------------------------- |
| 1990 | 7.499         | 100,0                      | 100,0                             |
| 1995 | 6.076         | 81,0                       | 93,4                              |
| 1996 | 6.157         | 82,1                       | 91,9                              |
| 1997 | 5.964         | 79,5                       | 90,6                              |
| 1998 | 5.753         | 76,7                       | 89,3                              |
| 1999 | 5.552         | 74,0                       | 88,0                              |
| 2000 | 5.424         | 72,3                       | 87,6                              |
| 2001 | 5.280         | 70,4                       | 87,4                              |
| 2002 | 5.406         | 72,1                       | 87,2                              |
| 2003 | 5.306         | 70,8                       | 88,0                              |
| 2004 | 5.274         | 70,3                       | 88,4                              |
| 2005 | 5.172         | 69,0                       | 88,5                              |
| 2006 | 5.135         | 68,5                       | 88,4                              |
| 2007 | 5.171         | 69,0                       | 88,5                              |
| 2008 | 5.223         | 69,6                       | 88,5                              |
| 2009 | 5.261         | 70,2                       | 88,8                              |
| 2010 | 5.252         | 70,0                       | 89,2                              |
| 2011 | 5.177         | 69,0                       | 89,8                              |
| 2012 | 5.172         | 69,0                       | 90,4                              |
| 2013 | 5.162         | 68,8                       | 91,1                              |
| 2014 | 5.143         | 68,6                       | 91,7                              |
| 2015 | 5.290         | 70,5                       | 93,3                              |
| 2016 | 5.311         | 70,8                       | 93,9                              |

## Wahlen
Bei den Kommunalwahlen in Thüringen 2009 wurden im Johannesplatz erstmals ein Ortsteilbürgermeister sowie ein Ortsteilrat gewählt. Vorher verfügte der Stadtteil nicht über ein eigenes politisches Repräsentationsgremium.
| Partei          | Stadtrat 2009 | Landtag 2009 | Bundestag 2013 | Europa 2009 |
| --------------- | ------------- | ------------ | -------------- | ----------- |
| Wahlbeteiligung | 35,4          | 41,8         | 49,9           | 35,3        |
| CDU             | 18,7          | 20,5         | 27,8           | 19,8        |
| Die Linke       | 30,5          | 41,5         | 33,5           | 36,8        |
| SPD             | 33,2          | 19,9         | 18,9           | 20,0        |
| Grüne           | 4,2           | 5,6          | 4,1            | 5,0         |
| FDP             | 3,6           | 4,4          | 1,7            | 5,2         |